# Asset-liability management
De term asset-liability management wordt gebruikt in de beleggerswereld en is te omschrijven als: het proces van het verkrijgen van inzicht in de onderlinge afhankelijkheden in de ontwikkeling van rechten en verplichtingen van een organisatie. In het jargon wordt de term vaak afgekort tot ALM.
Het uiteindelijke doel van ALM is het verkrijgen van een zodanige situatie dat waardeontwikkelingen aan beide kanten van de balans van een organisatie zo veel mogelijk "gelijk oplopen".

## Pensioenfondsen
Hoewel ALM in diverse soorten organisaties kan worden gebruikt, is het het meest ingeburgerd bij pensioenfondsen. In deze bijdrage wordt dan ook van die situatie uitgegaan.
De balans van een pensioenfonds bestaat aan de activakant uit een beleggingsportefeuille, met op enig moment een bepaalde marktwaarde, en aan de passivakant uit een hoeveelheid verplichtingen, te weten de in de toekomst te betalen pensioenen, alsmede een zeker eigen vermogen. In een theoretisch (uit dit oogpunt) perfecte situatie zou een omstandigheid die de waarde van de verplichtingen verandert, bijvoorbeeld een daling van de rente, tot eenzelfde verandering aan de activakant moeten leiden. Op die manier is er geen sprake van een aantasting van het eigen vermogen.
Dergelijke perfecte correlaties tussen de waardeontwikkeling aan beide zijden van de balans bestaan echter slechts in theorie omdat pensioenverplichtingen niet op financiële markten worden verhandeld. Wel is het mogelijk bepaalde risico's te verzekeren. Bij een ALM-studie tracht men te modelleren hoe de vermoedelijke ontwikkeling van de onderdelen van de balans in de toekomst zal zijn, bij verschillende macro-economische scenario's. Beschouwd wordt de ontwikkeling van de waarde van de bezittingen ten opzichte van de pensioenverplichtingen in een groot aantal scenario's. Deze informatie wordt gebruikt bij het doen van uitspraken omtrent de vermoedelijke ontwikkeling van de financiële positie van het betrokken pensioenfonds. De rekeneenheid die gevolgd wordt is de overbekende dekkingsgraad.

## ALM-studie
Bij een ALM-studie worden vier deelgebieden onderscheiden:
- De thans bestaande pensioenregeling: hoe ziet die eruit ten aanzien van zaken als indexatie van lopende pensioenen? Is er een onvoorwaardelijke indexatie toegezegd, of hoeft indexatie alleen plaats te vinden indien de financiën het toelaten?
- Het premiebeleid: welke fluctuaties in de pensioenpremie zijn toegestaan; is de "sponsor" (meestal de werkgever) verplicht om bij (dreigende) tekorten extra stortingen te doen?
- Het beleggingsbeleid: welke afspraken zijn er omtrent de samenstelling van de beleggingsportefeuille, en welke rendementen kunnen er, op basis van historische gegevens of inschattingen voor de toekomst, bij diverse combinaties verwacht worden? (Zie hiervoor ook moderne portefeuilletheorie.)
- Het macro-economische model: welke verbanden kunnen er getraceerd worden ten aanzien van zaken als bnp-groei, beleggingsrendementen, inflatie, valutaschommelingen en dergelijke, en de ontwikkeling van de andere deelterreinen?

Uiteindelijk moeten deze gebieden 'aan elkaar gekoppeld worden' in een model waarin gemodelleerd wordt welke effecten een wijziging in het ene gebied heeft op de andere gebieden. Doel hiervan is een inzicht te krijgen in de 'gevoeligheden' van de financiële gezondheid van het pensioenfonds. Een wellicht niet eens extreem voorbeeld zou zijn dat indien overgestapt zou worden van defined benefits op defined contribution, een groot deel van de gevoeligheid voor fluctuaties in het beleggingsrendement zou worden afgewenteld op de (huidige en toekomstige) pensioengerechtigden, zodat het pensioenfonds zelf daarvan niet of nauwelijks negatieve effecten zou ondervinden.
De typische ALM-studie zal dan een groot aantal macro-economische scenario’s doorrekenen (met steeds andere combinaties van bijvoorbeeld hoge en lage groei, hoge en lage inflatie, hoge en lage rente en rendementen) en voor elk scenario de ontwikkeling van de financiële positie van het pensioenfonds voor een reeks van jaren (meestal enkele decennia) weergeven.In totaal worden er vele scenarios’s, tot enkele honderden, doorgerekend. Verder kunnen de gevolgen van beleidswijzigingen ("stel dat we van alleen voorwaardelijke indexatie overstappen op tevens een vaste onvoorwaardelijke indexatie wat  is dan het resultaat daarvan op de ontwikkeling van de dekkingsgraad?") doorgerekend worden

## Dekkingsgraad
Die financiële positie wordt dan, enigszins versimpeld, uitgedrukt in de dekkingsgraad: een cijfer dat de verhouding aangeeft tussen de bezittingen en de verplichtingen van het pensioenfonds. Per scenario wordt het verloop van die dekkingsgraad berekend en weergegeven. Indien de dekkingsgraad 100% is, zijn de bezittingen even groot als de verplichtingen, en is het eigen vermogen 
dus 0. Uiteraard is het onwenselijk als de dekkingsgraad beneden 100% komt te liggen. De simulaties in een ALM-studie bevatten dan ook uitspraken omtrent de statistische kans dat een lage dekkingsgraad over een bepaalde periode zich blijvend zal voordoen.
Aan de hand hiervan kan het bestuur van het pensioenfonds keuzes maken ten aanzien van het beleggingsbeleid, het premiebeleid en het pensioenbeleid. In Nederland heeft DNB de zogenaamde Haalbaarheidstoets verplicht gesteld. Deze heeft een tijdspanne van 60 jaar.

## Situatie in Nederland
Een ALM-studie is vanaf circa 2000 beschouwd als een onmisbaar instrument voor het bepalen van het lange-termijn beleid van een pensioenfonds, zelfs in die mate dat de toezichthouder op deze sector, De Nederlandsche Bank
sterk op dergelijke studies aandringt. Aan de andere kant is het slechts een best mogelijke risico-inschatting. Een poging om kwetsbaarheden inzichtelijk te maken, en de resultaten zijn sterk afhankelijk van de gehanteerde uitgangspunten (met name ten aanzien van de rendementen van de diverse categorieën beleggingen en de correlaties daartussen). Benadrukt moet worden dat het geen voorspellende waarde heeft in de zin van: "Als het vermogen belegd wordt in 60% aandelen, 20% onroerend goed en 20% obligaties, dan zal het rendement over de komende 30 jaar met 99% zekerheid 6,9% bedragen." Iets dergelijks kan niet van een ALM-studie verwacht worden.

## Rest van het bedrijfsleven
Hoewel ALM-studies, zoals opgemerkt, vooral bij pensioenfondsen worden gehanteerd, komen ze ook bij andere bedrijfstakken voor, zoals verzekeringsmaatschappijen en woningbouwcorporaties. Het uitvoeren van een ALM-studie wordt door het bestuur van de betreffende organisatie meestal opgedragen aan een daarin gespecialiseerd bureau, dat daarbij uiteraard samenwerkt met de betreffende organisatie (met name met de actuarissen, economen, econometristen en beleggingsdeskundigen daarvan).
Zie ook: pensioenfonds, moderne portefeuilletheorie, Benchmark (financieel).